# Verdaderos Kreyentes de la Religión del Hip Hop
Pour les articles homonymes, voir VKR.
Verdaderos Kreyentes de la Religión del Hip Hop (VKR) est un groupe de  hip-hop espagnol, originaire de Torrejón de Ardoz (Madrid). Il est composé de FJ Ramos (MC), Kultama (MC), Poison (MC), Sr. Tcee (MC et producteur) et Zarman (MC et producteur).

## Biographie
VKR est l'un des groupes pionniers du hip-hop espagnol. Torrejón de Ardoz, à la périphérie de la ville de Madrid, est considéré comme une plaque tournante de la prostitution à la fin du années 1980. En parallèle, des jeunes passionnés commencent à se mettre au rap. 
Dans ce contexte, Sr. Tcee, Poison et FJ Ramos créent le groupe We Solos. Kultama se joint à Zarman pour former le groupe Power Posse, qui, en 1992, se rebaptise No Name. Ensemble, ils forment en 1996 le groupe Verdaderos Kreyentes de la Religión del Hip Hop, avec les sigles VKR. Avec Club de los Poetas Violentos, le groupe publie un album en 1996 au label Zona Bruta, intitulé Más Ke Dificultad. En 1998 sort l'album Hasta la Viktoria, l'une des œuvres les plus connues du groupe.

## Discographie

### Albums studio
- 1996 : Más ke difikultad (LP)
- 1997 : Hasta la Viktoria (LP)
- 2001 : En las calles (LP)
- 2004 : Entrenaos (LP)
- 2010 : Grandes (LP)

### EPs
- 1997 : Mentes revolucionarias (maxi)
- 2001 : Kreyentes (maxi)

### Collaborations
- 1999 : El Chojin - Mi turno
- 2004 : Zénit - Producto Infinito
- 2006 : Artes 1/29 - Capítulo 2